# Затерянные в Рио Браво
«Затерянные в Рио Браво» (англ. Taken from Rio Bravo) — американский художественный фильм-вестерн, продюсером и исполнителем одной из ролей в котором стал Александр Невский. Сиквел картины «Нападение на Рио Браво». Премьера фильма состоялась 23 февраля 2024 года.

## Сюжет
Действие фильма происходит в США во второй половине XIX века. Главный герой, как и в «Нападении на Рио Браво», — русский эмигрант Иван Турчанинов. Банда работорговцев похищает девушек из города, где живёт Иван, убивая их тётушку Маргарет, и тот отправляется в компании шерифа Вернона Келли в погоню за бандитами. В дороге к ним присоединяется индеец Анджело, чьих дочерей работорговцы также похитили, а жену убили. Вместе им, ценой потерь и тяжёлых усилий, предстоит наказать преступников и вернуть девушек домой невредимыми, пока приспешники сбежавшего из тюрьмы Кроули не продали их как секс-рабынь в Мексику.

## В ролях
- Александр Невский — Иван Турчанинов
- Джо Корнет — Вернон Келли
- Дон «Дракон» Уилсон — Анджело
- Синтия Ротрок — Маргарет
- Маттиас Хьюз — Итан Кроули
- Ирина Антоненко — Валери

## Производство и премьера
Съёмки фильма проходили в Аризоне и закончились в июне 2022 года. Многие актёры, игравшие в первом фильме, вернулись к своим ролям, но Джон Маррс и Мария Пэрис, сыгравшие Грэйди и Даниелу соответственно, в этой картине играют других персонажей.
В июне 2023 года появились трейлер и официальный постер фильма. Невский заявил, что премьера состоится «очень скоро», не уточняя, когда именно это произойдёт. Соответственно появилось предположение, что фильм покажут до конца 2023 года. Премьера состоялась 23 февраля 2024 года.
В 2025 году вышло продолжение — «Золото Рио Браво: Тайна шерифа Келли».

## Критика
Егор Рябцев из журнала «25-й кадр» назвал фильм «плохим», отметив что сиквел «даже хуже предшественника», отмечая отсутствие оригинальности у картины.